# Supereeuweling

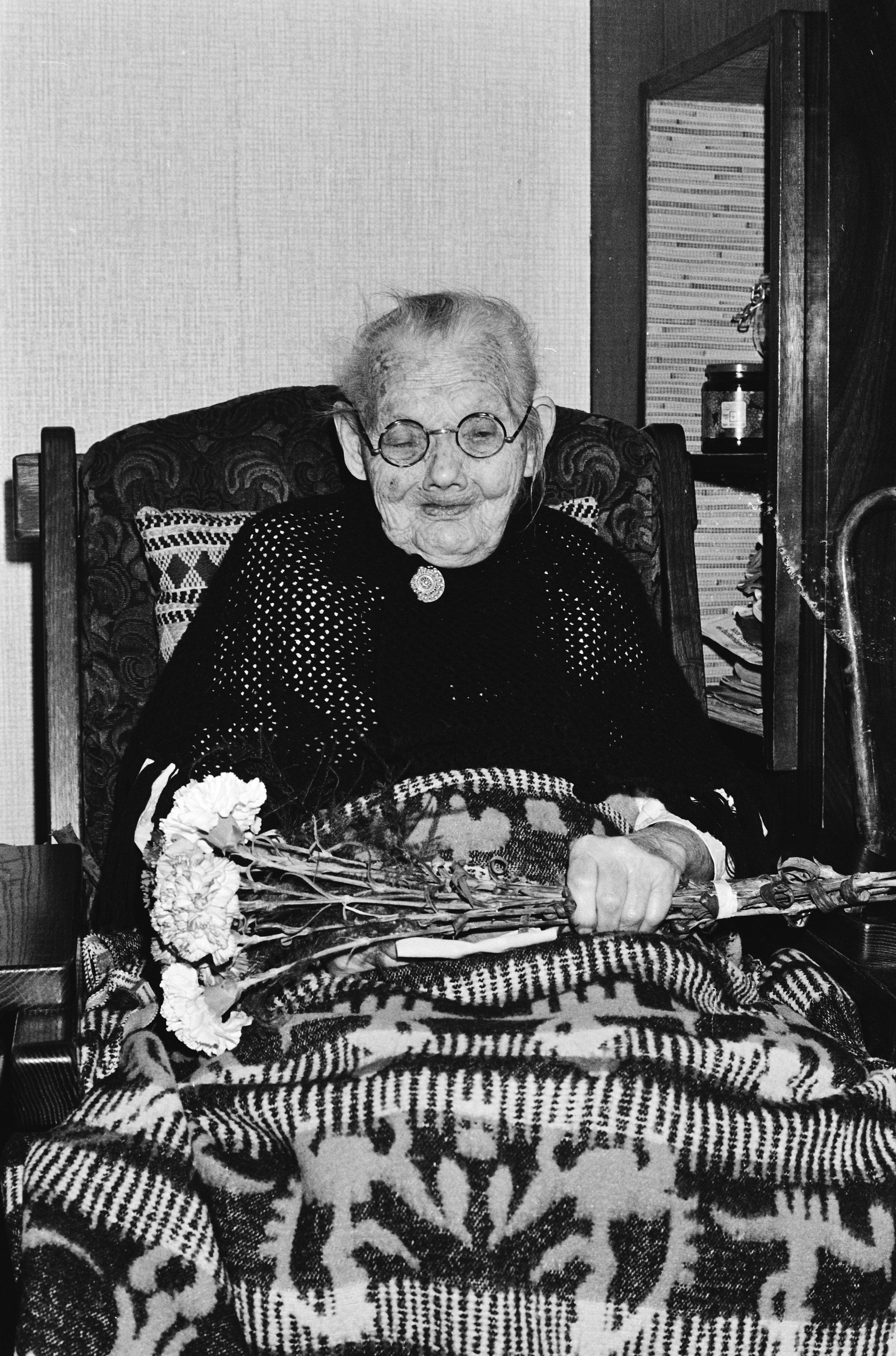
Gerarda Hurenkamp-Bosgoed op 110-jarige leeftijd (op 14 mei 1980), destijds de oudste Nederlandse persoon

Een supereeuweling is een persoon die ten minste de leeftijd van 110 jaar heeft bereikt. In 2010 werd deze leeftijd bereikt door ongeveer één op de duizend honderdplussers.